# Eskalátory v moskevském metru

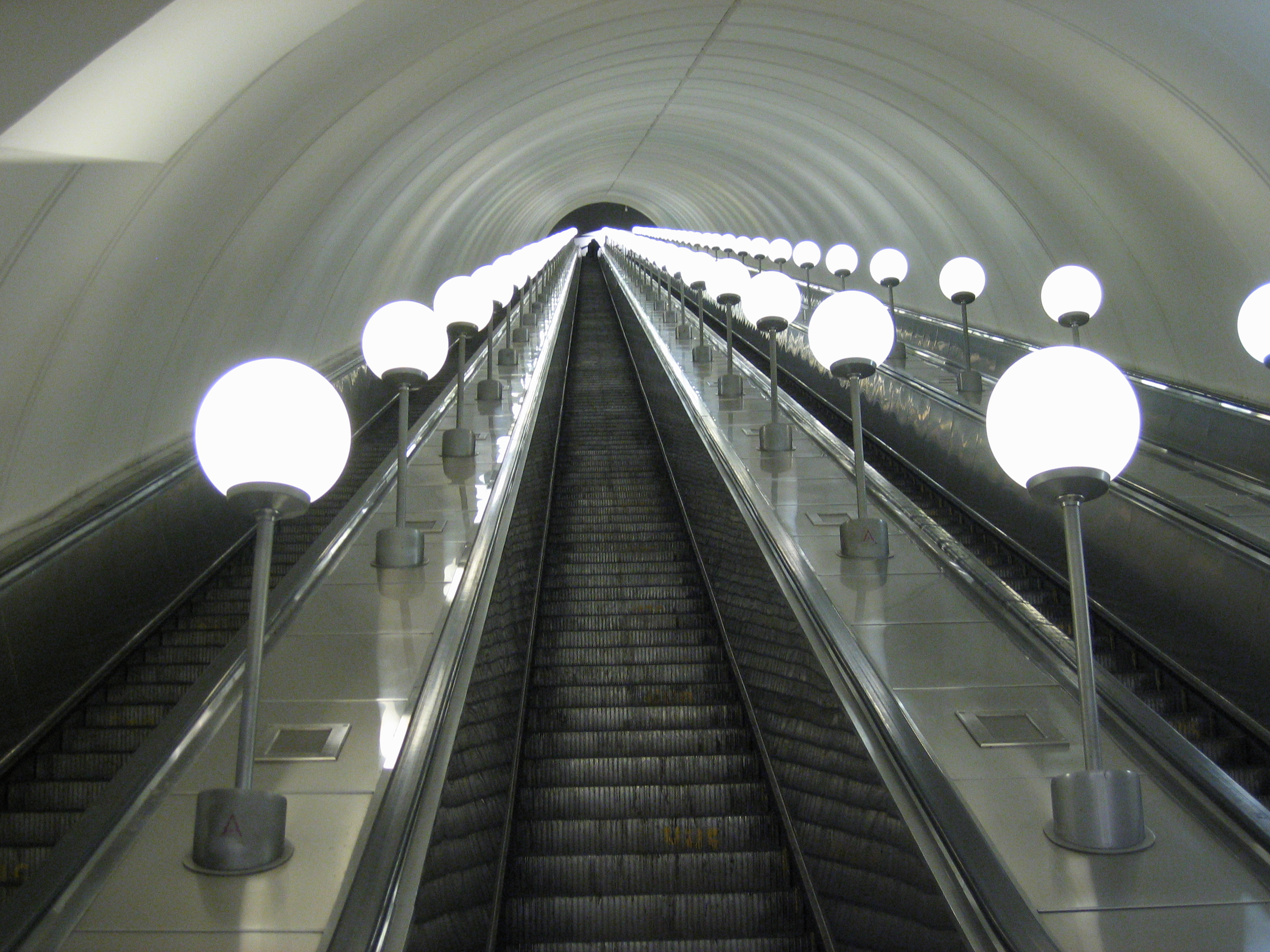
Eskalátory ve stanici metra Park Pobědy měří 126 m a jsou nejdelší v Rusku a jedny z nejdelších ve světě

Eskalátory moskevského metra fungují již od jeho začátku. V celé síti jich podle údaje z roku 2017 bylo 544. Jednalo se o 29 různých typů (pouze 50 % z nich ale vyhovovalo současným náročným provozním podmínkám).
Eskalátory lze rozčlenit na krátké, které se nacházejí v mělce založených stanicích, přestupních chodbách a ve výstupech z vestibulů a na hlubinné, které jsou umístěné v eskalátorových tunelech. Tyto druhé uvedené bývají minimálně tříramenné, ve vytížených stanicích se ale používají čtyřramenné eskalátory. Nejdelší v celé síti se nacházejí ve stanici Park Pobědy; jsou jedny z nejdelších na světě, jejich délka totiž činí 126 m.

## Výměna

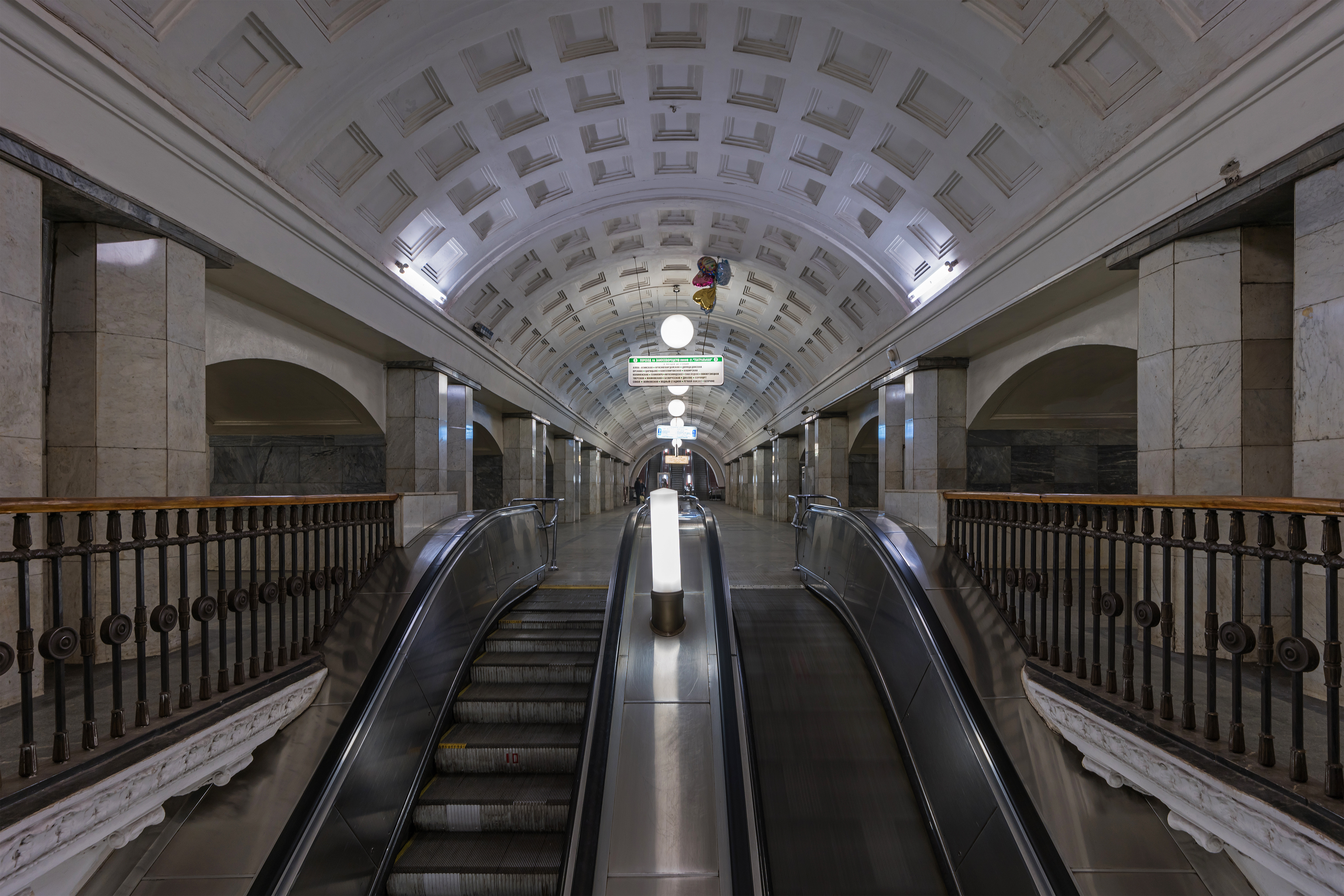
Přestupní eskalátory ve stanici Ochotnyj rjad; původní již byly odstraněny a nahrazeny modernějšími

Vzhledem k technickému zastarávání jsou eskalátory v nejstarších stanicích pod centrem města vyměňovány; rekonstrukce probíhají již od 70. let 20. století, kdy byly zaváděny do stanic i v jiných zemích známé schody typu ET. V některých dalších stanicích však zatím ještě k výměně nedošlo; a to i přesto, že ty provozované jsou již více než 50 let staré.
Například v roce 2005 byly měněny jezdící schody ve stanicích Semjonovskaja, Majakovskaja a Taganskaja, plus dalších 12 eskalátorů ve stanicích okružní Kolcevské linky.
Rekonstrukce jsou časově náročné; výměna znamená uzavření někdy i celé stanice (pokud nejsou k dispozici přestupní chodby či jiné výstupy) na dobu devíti měsíců až roku a půl, v případě že se opravují přestupní eskalátory dochází k ztížení přestupu, což vede na velmi vytížených klíčových stanicích ke kritickým situacím.

## Obsluha
V rámci dopravce existuje již od 3. dubna 1952 tzv. Eskalátorová služba, která má na starost správu (tj. dohled, kontrolu a opravu) všech eskalátorů a výtahů Moskevského metra. Tyto práce obstarává několik set lidí.

## Bezpečnost
Eskalátory jsou vybaveny, podobně jako je tomu i v jiných městech, brzdou, kterou je lze v případě nehody zastavit. (zneužití je zakázáno) V prvním desetiletí 21. století však bylo cca 40 eskalátorů vybaveno speciálními senzory, které zastaví schody při případném pádu cestujícího automaticky.
V minulosti však takto zabezpečeny jezdící schody moskevské podzemní dráhy nebyly; 17. prosince roku 1982 například došlo ve stanici Aviamotornaja k nehodě; porucha (přetržení řetězu) eskalátoru způsobila pád a zranění téměř stovky lidí, z kterých 8 nepřežilo. Tato nehoda patří nejhorším v celé historii Moskevského metra.